# 格利博科亞爾
47°13′53″N 29°47′30″E / 47.23139°N 29.79167°E
赫利博科亞爾（烏克蘭語：Глибокояр）是位於烏克蘭西南部的村莊，由敖德萨州羅茲季利納區的扎哈里夫卡市鎮負責管轄。該村始建於1791年，面積0.61平方公里，海拔高度52米，2001年人口174，人口密度每平方公里285.25人。